# 수색자
《수색자》(搜索者, 영어: The Searchers)는 1956년 미국 테크니컬러 비스타비전 웨스턴 영화로 존 포드가 텍사스-인디언 전쟁을 무대로 하는 1954년 앨런 르 메이의 소설을 토대로 감독했다. 존 웨인이 입양된 조카 (제프리 헌터)와 함께 수년간 유괴 당한 질녀를 쫓는 중년의 남북 전쟁 참전 군인 역을 맡았다. 평론가 로저 이버트는 존 웨인이 수행한 이선 에드워드를 "포드와 웨인이 창조한 캐릭터 중 가장 매혹적"이라고 표현했다.
영화는 상업적으로 성공했다. 발표 이후 명작이자 가장 위대하고 가장 영향력이 있는 영화 가운데 하나로 평가되었다. 2008년 미국 영화 연구소는 본작을 가장 위대한 미국 웨스턴으로 지정했고 2007년에는 동일한 조직에서 발표한 역사상 가장 위대한 미국 영화 100편에 12위로 등재되었다. 《엔터테인먼트 위클리》 역시 가장 훌륭한 웨스턴으로 규정했다. 영국 영화 연구소의 《사이트 & 사운드》는 2012년 영화 평론가 대상의 국제 설문조사를 통해 가장 위대한 영화 순위를 정했고 《수색자》는 7위로 선정되었다. 2008년 프랑스 잡지 《카예 뒤 시네마》는 역대 가장 위대한 영화 100편 순위에서 10위로 선택했다.
1989년 미국 의회도서관은 《수색자》가 "문화적, 역사적, 또는 미학적 중요성"을 가졌다고 간주하여 국립영화등기부에 보존하기로 결정했다. 1956년 영화 가운데 최초로 보존 결정된 영화다.
《수색자》는 의도적으로 메이킹 필름이 제작된 최초의 주요 영화다. 이것은 존 포드의 의뢰로 진행되었다. 해당 필름은 영화 제작에 대한 거의 모든 부분을 다루는데, 촬영 장소의 선정, 소품 제작 및 건설, 영화 기술 등을 포함한다.

## 줄거리
1868년, 에단 에드워즈는 8년 만에 웨스트 텍사스에 있는 그의 형 애런의 집으로 돌아온다. 에단은 남북 전쟁에서 아메리카 연합국 편에서 싸웠고, 전쟁이 끝난 3년 동안 멕시코 출병에서도 싸운 것으로 보인다. 그는 출처가 불분명한 많은 금화와 멕시코 전쟁에서 얻은 훈장을 가지고 있는데, 이것을 여덟 살 조카 데비에게 준다. 전직 연합군 병사였던 그는 텍사스 레인저 디비전에 충성 맹세를 요구받았지만 거부한다.
에단이 도착한 직후, 이웃 라스 요르겐센의 소가 도난당하고, 새뮤얼 클레이튼 목사 대위가 에단과 레인저스 무리를 이끌고 소를 되찾으러 간다. 소 도난이 코만치족이 남자들을 가족으로부터 멀리 유인하기 위한 계략이었음을 발견한 후, 그들은 돌아와 불타는 에드워즈 농가를 발견한다. 애런, 그의 아내 마사와 아들 벤은 죽었고, 데비와 그녀의 언니 루시는 납치되었다.
간략한 장례식 후, 남자들은 추적을 시작한다. 코만치족 캠프를 발견했을 때, 에단은 정면 공격을 추천하지만, 클레이튼은 인질들을 죽이지 않기 위해 은밀한 접근을 주장한다. 캠프는 비어 있었고, 길을 더 따라가다 남자들은 매복에 걸린다. 공격을 물리쳤음에도 불구하고, 레인저스 대원들은 코만치족과 효과적으로 싸우기에 너무 적은 수의 병력만 남았다. 그들은 집으로 돌아가고, 에단은 루시의 약혼자 브래드 요르겐센과 데비의 양형 마틴 폴리만을 데리고 소녀들을 찾아 나선다. 에단은 코만치족 캠프 근처 협곡에서 루시가 살해된(그리고 암시적으로 강간당한) 것을 발견한다. 맹렬한 분노에 사로잡힌 브래드는 캠프로 직진하여 죽임을 당한다.

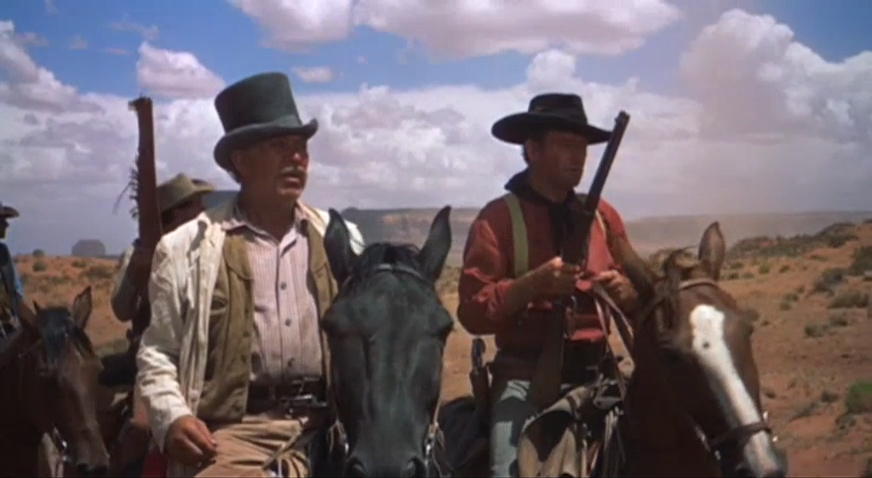
클레이튼 대위는 함정에 걸려 목숨을 걸고 도망쳐야 한다는 것을 깨닫자 에단에게 "나는 포위망에서 벗어날 생각입니다"라고 주장한다.

겨울이 오자 에단과 마틴은 흔적을 잃고 요르겐센 목장으로 돌아온다. 마틴은 요르겐센의 딸 로리에게 열렬히 환영받고, 에단은 데비에 대한 정보가 있다고 주장하는 푸터만이라는 상인으로부터 편지를 받는다. 혼자 여행하는 것을 선호하는 에단은 다음날 아침 마틴 없이 떠나지만, 로리는 마틴에게 마지못해 말을 제공하여 따라잡게 한다. 푸터만의 교역소에서 에단과 마틴은 데비가 나위카 코만치족 족장 스카에게 잡혔다는 것을 알게 된다. 1년 혹은 그 이상 후, 로리는 계속되는 수색에 대해 묘사하는 마틴의 편지를 받는다. 편지를 소리 내어 읽으면서 로리는 다음 몇 장면을 나레이션하는데, 에단이 돈을 훔치려 한 푸터만을 죽이고, 마틴이 실수로 코만치족 아내를 사는데 그녀는 스카의 이름을 듣자 도망친다. 나중에, 그 두 남자가 스카 부족의 일부가 군인들에게 살해당한 것을 발견했을 때, 그녀는 죽은 사람들 중에 있었다.

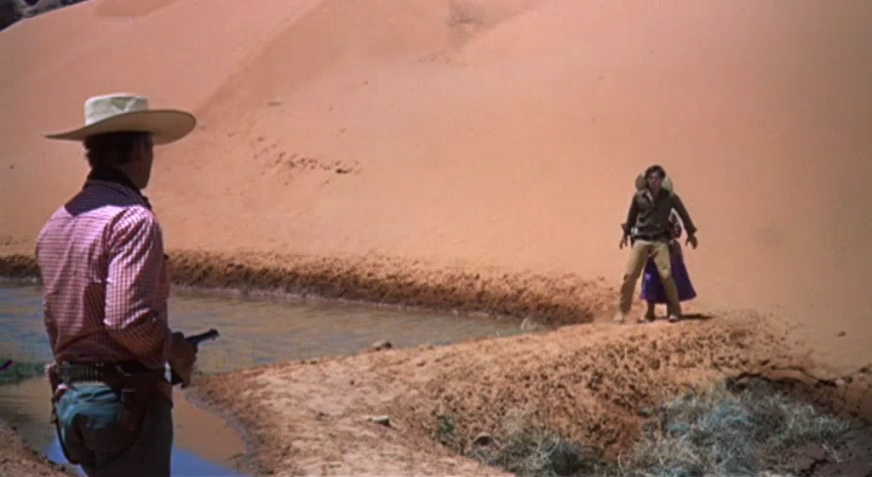
마틴은 에단이 조카를 죽이는 것을 막기 위해 그녀를 몸으로 보호한다.

뉴멕시코주 준주에서 그들은 5년 후 데비가 청소년이 되어 스카의 아내 중 한 명으로 살고 있는 것을 발견한다. 그녀는 코만치족이 되었고 그들과 함께 남기를 원한다고 말한다. 에단은 그녀가 미국 원주민으로 사는 것보다 죽는 것을 선호하여 그녀를 쏘려고 하지만, 마틴이 자신의 몸으로 그녀를 보호하고 코만치족이 탈출하는 그들을 향해 화살을 쏘아 에단에게 상처를 입힌다. 마틴은 에단의 상처를 치료하지만, 데비를 죽이려 한 그에게 격분한다. 나중에, 그들은 집으로 돌아온다.
한편, 마틴이 없는 동안 찰리 매코리가 로리에게 구애하고 있었다. 에단과 마틴은 찰리와 로리의 결혼식이 막 시작되려 할 때 집에 도착한다. 마틴과 찰리 사이에 주먹다짐이 있은 후, 초조한 북군 병사 그린힐 중위가 에단의 친구 모스 하퍼가 스카를 찾아냈다는 소식을 가져온다. 클레이튼은 부하들을 이끌고 코만치족 캠프로 향하는데, 이번에는 직접 공격을 위해서이다. 하지만 마틴은 습격에 앞서 몰래 들어가 데비를 찾아 그녀의 환영을 받는다. 마틴은 데비를 구하기 위해 스카를 죽인다. 스카의 시체를 발견한 에단은 복수를 위해 그의 두피를 벗긴다. 에단은 데비를 발견하고 말을 타고 그녀를 추격한다. 마틴은 에단이 그녀를 쏠까봐 두려워 필사적으로 그들을 쫓아간다. 대신, 에단은 그녀를 품에 안고 요르겐센 목장으로 데려가고, 그곳에서 마틴은 로리와 재회한다. 다른 모든 사람들이 집으로 들어가는 동안, 에단은 지켜보다가 걸어 나간다.

## 출연

### 주연
- 존 웨인

### 조연
- 제프리 헌터
- 베라 마일즈

## 기타
- 원작자: 앨런 르 메이
- 미술: 제임스 바세비
- 미술: 프랭크 호털링

## 같이 보기
- 역대 최고의 영화 목록